# Neurostimulation
Unter Neurostimulation versteht man im Allgemeinen die Stimulation von Nerven mittels Stromimpulsen. Die Reizweiterleitung erfolgt sowohl in afferenter als auch in efferenter Richtung. 
Die auriculare Neurostimulation ist eine minimalinvasive Therapieoption und beschränkt sich auf die Stimulation rein afferenter Nervenäste. Vermehrt findet diese einfache und für den Patienten wenig belastende Therapieform Anwendung bei pAVK,  Wundheilungsstörung und Schmerz.
Als Wirkmechanismus bei Durchblutungsstörung  nimmt man den Einfluss des sensorischen Pfades auf die Mikrozirkulation an.
In der Therapie chronischer Schmerzen dürfte die Beeinflussung antiinflammatorischer Mechanismen eine entsprechende Bedeutung haben.  
Bei der Neurostimulation hemmen die Stromimpulse eines Neurostimulators (genannt auch Nervenschrittmacher) die Erregungsweiterleitung überaktiver Nerven. Neurologische Krankheitssymptome können so gelindert werden. Es gibt sowohl Verfahren, bei denen die Stimulation mit einem externen Gerät stattfindet, als auch Verfahren, für die das Neurostimulationsgerät implantiert wird. Vor einer Implantation wird durch eine Teststimulation geklärt, ob der Patient für die Behandlungsform in Frage kommt und der richtige Nerv zur Symptomlinderung stimuliert wird.

## Komponenten eines Neurostimulators
Sowohl externe als auch implantierbare und programmierbarer Neurostimulatoren bestehen aus einem Stimulator, einem etwa Zigarettenschachtel- bis Smartphone-großen Gerät, in dem die benötigte Hochleistungs-Elektronik und die Batterie untergebracht sind, und aus einer mehrpoligen Elektrode. Die Elektrode stimuliert die entsprechenden Nerven, der Stimulator gibt ihr dafür die Impulse. Die Stärke und Frequenz der Impulse werden bei externen Stimulatoren vom Patienten selbständig eingestellt, bei implantierbaren Stimulatoren nach der Implantation vom behandelnden Arzt programmiert. In einigen Fällen erhält auch der Patient ein Programmiergerät, mit dem der Stimulator ein- und ausgeschaltet werden kann und die Impulse in vom Arzt definierten Grenzen geändert werden können.

## Einsatz der Neurostimulation bei
- Blasenschrittmachern
- Darmschrittmachern
- Hirnschrittmachern (Tiefe Hirnstimulation)
- der Epilepsietherapie
- der Schmerztherapie
- der Migränetherapie
- der Tinnitustherapie
- Zungenschrittmachern[2]
- Clusterkopfschmerztherapie